# Keniči Uemura
Keniči Uemura (japonsko 上村 健一), japonski nogometaš in trener, * 22. april 1974.
Za japonsko reprezentanco je odigral štiri uradne tekme.